# Nucras taeniolata
Nucras taeniolata — вид ящірок родини ящіркових (Lacertidae). Ендемік Південно-Африканської Республіки

## Поширення і екологія
Nucras taeniolata мешкають на південному сході Східнокапської провінції, від Гебехи до Форт-Бофорта. Вони живуть в саванах і чагарникових заростях, серед скель. Зустрічаються на висоті від 50 до 500 м над рівнем моря.